# Distretto di Cegléd
Il distretto di Cegléd (in ungherese Ceglédi járás) è un distretto dell'Ungheria, situato nella provincia di Pest.